# Mona Santoso

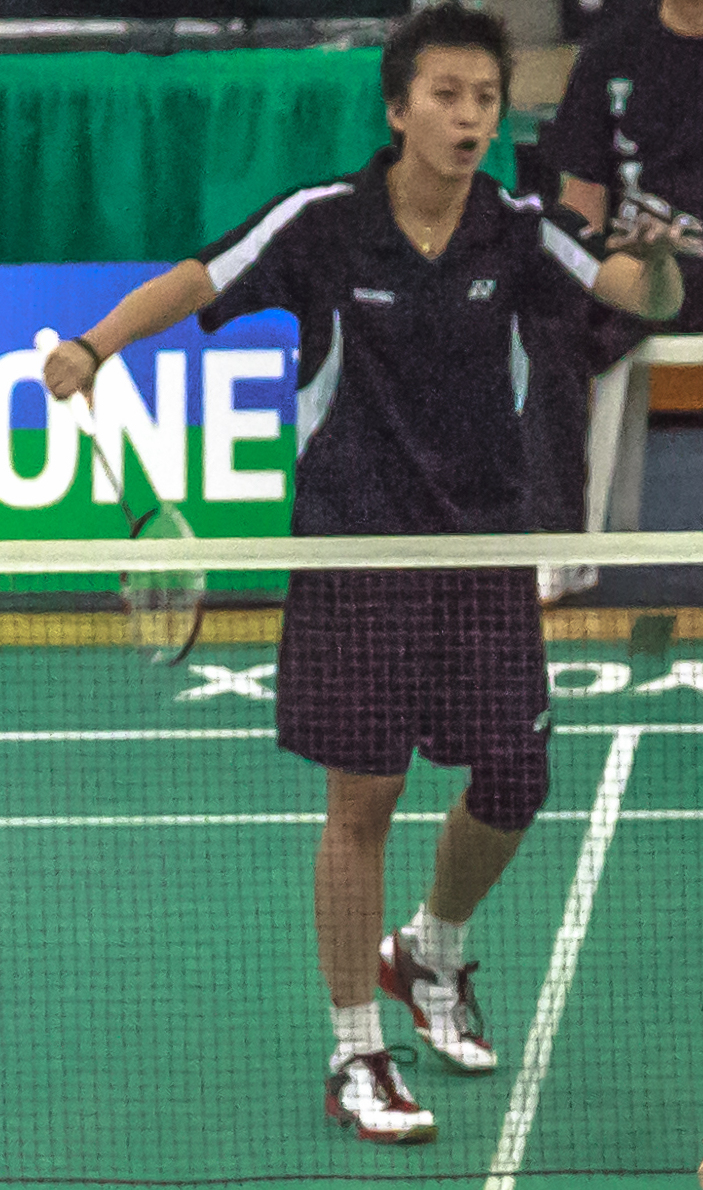
Mona Santoso (2009)

Mona Santoso (* 17. August 1982) ist eine US-amerikanische Badmintonspielerin indonesischer Herkunft.

## Karriere
Mona Santoso belegte, noch für Indonesien startend, Ende der 1990er Jahre mehrere vordere Plätze bei Grand-Prix-Turnieren. 2008 siegte sie erstmals in den USA bei den nationalen Titelkämpfen. Auch bei den Boston Open war sie mehrfach erfolgreich.

## Sportliche Erfolge
| Saison | Veranstaltung     | Disziplin   | Platz | Name                            |
| ------ | ----------------- | ----------- | ----- | ------------------------------- |
| 1998   | Indonesia Open    | Dameneinzel | 5     | Mona Santoso                    |
| 1999   | Hongkong Open     | Damendoppel | 5     | Mona Santoso / Vita Marissa     |
| 2007   | Boston Open       | Mixed       | 1     | Chandra Kowi / Mona Santoso     |
| 2007   | Boston Open       | Damendoppel | 1     | Angeline de Pauw / Mona Santoso |
| 2007   | Boston Open       | Dameneinzel | 2     | Mona Santoso                    |
| 2008   | Boston Open       | Mixed       | 1     | Chandra Kowi / Mona Santoso     |
| 2008   | Boston Open       | Damendoppel | 1     | Lee Joo Hyun / Mona Santoso     |
| 2008   | USA-Meisterschaft | Damendoppel | 1     | Lee Joo Hyun / Mona Santoso     |
| 2008   | USA-Meisterschaft | Mixed       | 1     | Chandra Kowi / Mona Santoso     |
| 2009   | USA-Meisterschaft | Damendoppel | 1     | Lee Joo Hyun / Mona Santoso     |
| 2009   | Boston Open       | Mixed       | 1     | Chandra Kowi / Mona Santoso     |
| 2009   | Boston Open       | Dameneinzel | 1     | Mona Santoso                    |
| 2009   | Boston Open       | Damendoppel | 1     | Lee Joo Hyun / Mona Santoso     |